# Safran de Mund
Le Munder Safran ou Safran de Mund est une AOP suisse. La production annuelle s'élève à 3kg et s'étend sur une surface de 14000 m2 sur l'ancienne commune de Mund uniquement. Pour la production d'un kilo de Safran, la récolte de plus de 120'000 fleurs est nécessaire. Le Safran de Mund est uniquement vendu séché mais pas réduit en poudre,. 
Le climat continental du Valais avec ses saisons marquées, quelques fois décrit comme "semi-aride" dans le contexte suisse, convient à la culture du safran. La région où pousse le safran de Mund est située sur des coteaux généralement orientés au sud, et qui forment les premières pentes de la chaîne du Bietschhorn. L'altitude de Mund est d'environ 1,200 mètres.

## Histoire
La culture du safran à Mund est attestée depuis 1870. En 1979, la corporation du Safran est fondée à Mund. En 2004, le Safran de Mund devient une AOP, en 2007 un musée du Safran ouvre à Mund.